# Exetastes sapporensis
Exetastes sapporensis är en stekelart som beskrevs av Tohru Uchida 1931. Exetastes sapporensis ingår i släktet Exetastes och familjen brokparasitsteklar. Inga underarter finns listade i Catalogue of Life.